# Шумейкерсвілл (Пенсільванія)
Шумейкерсвілл (англ. Shoemakersville) — місто (англ. borough) в США, в окрузі Беркс штату Пенсільванія. Населення — 1360 осіб (2020).

## Географія
Шумейкерсвілл розташований за координатами 40°30′0″ пн. ш. 75°58′11″ зх. д. / 40.50000° пн. ш. 75.96972° зх. д. (40.499901, -75.969774).  За даними Бюро перепису населення США в 2010 році місто мало площу 1,50 км², з яких 1,44 км² — суходіл та 0,06 км² — водойми.

## Демографія
Згідно з переписом 2010 року, у селищі мешкало 1378 осіб у 600 домогосподарствах у складі 364 родин. Густота населення становила 917 осіб/км².  Було 624 помешкання (415/км²).
Расовий склад населення:
| - 98,4 % — білих - 0,1 % — вихідців з тихоокеанських островів - 0,1 % — чорних або афроамериканців - 0,1 % — азіатів - 1,0 % — осіб інших рас |

До двох чи більше рас належало 0,1 %. Частка іспаномовних становила 2,7 % від усіх жителів.
За віковим діапазоном населення розподілялося таким чином: 21,1 % — особи молодші 18 років, 61,5 % — особи у віці 18—64 років, 17,4 % — особи у віці 65 років та старші. Медіана віку мешканця становила 40,4 року. На 100 осіб жіночої статі у селищі припадало 97,7 чоловіків;  на 100 жінок у віці від 18 років та старших — 93,4 чоловіків також старших 18 років.
Середній дохід на одне домашнє господарство  становив 59 902 долари США (медіана — 47 500), а середній дохід на одну сім'ю — 70 731 долар (медіана — 59 000). Медіана доходів становила 47 400 доларів для чоловіків та 32 348 доларів для жінок. За межею бідності перебувало 7,5 % осіб, у тому числі 12,9 % дітей у віці до 18 років та 9,9 % осіб у віці 65 років та старших.
Цивільне працевлаштоване населення становило 733 особи. Основні галузі зайнятості: виробництво — 26,2 %, освіта, охорона здоров'я та соціальна допомога — 20,3 %, роздрібна торгівля — 11,6 %, транспорт — 7,5 %.